# Жизненный цикл проекта
Жизненный цикл проекта (англ. Project Life Cycle) — последовательность фаз проекта, задаваемая исходя из потребностей управления проектом.
В рамках методологии Института управления проектами (англ. Project Management Institute) жизненный цикл проекта имеет 5 групп процессов:
1. Инициация (англ. Initialization);
2. Планирование (англ. Planning);
3. Выполнение (англ. Executing);
4. Контроль и мониторинг (англ. Controlling and Monitoring);
5. Завершение (англ. Closing).

Моделирование жизненного цикла проекта по принципу «водопада» ==
При моделировании по принципу «водопада» работа над проектом движется линейно через ряд фаз, таких как:
- анализ требований (исследование среды);
- проектирование;
- разработка и реализация подпроектов;
- проверка подпроектов;
- проверка проекта в целом.

Недостатками такого подхода являются накопление возможных на ранних этапах ошибок к моменту окончания проекта и, как следствие, возрастание риска провала проекта, увеличение стоимости проекта.

## Моделирование жизненного цикла проекта по итеративной модели
Итеративный подход (англ. iteration «повторение») — выполнение работ параллельно с непрерывным анализом полученных результатов и корректировкой предыдущих этапов работы. Проект при этом подходе в каждой фазе развития проходит повторяющийся цикл: планирование — реализация — проверка — оценка (англ. plan-do-check-act cycle).
Преимущества итеративного подхода:
- снижение воздействия серьёзных рисков на ранних стадиях проекта, что ведет к минимизации затрат на их устранение;
- организация эффективной обратной связи проектной команды с потребителем (а также заказчиками, стейкхолдерами) и создание продукта, реально отвечающего его потребностям;
- акцент усилий на наиболее важные и критичные направления проекта;
- непрерывное итеративное тестирование, позволяющее оценить успешность всего проекта в целом;
- раннее обнаружение конфликтов между требованиями, моделями и реализацией проекта;
- более равномерная загрузка участников проекта;
- эффективное использование накопленного опыта;
- реальная оценка текущего состояния проекта и, как следствие, большая уверенность заказчиков и непосредственных участников в его успешном завершении.

Пример реализации итеративного подхода — методология разработки программного обеспечения, созданная компанией Rational Software.

## Моделирование жизненного цикла проекта по спиральной модели
В модель Барри Боэма[уточнить] рассматривается зависимость эффективности проекта от его стоимости с течением времени.
На каждом витке спирали выполняется создание очередной версии продукта, уточняются требования проекта, определяется его качество, и планируются работы следующего витка.

## Моделирование жизненного цикла проекта инкрементным методом
Инкрементное построение: разбиение большого объёма проектно-конструкторских работ на последовательность более малых составляющих частей.